# Туфо (Асколи Пичено)
Туфо (итал. Tufo) насеље је у Италији у округу Асколи Пичено, региону Марке.
Према процени из 2011. у насељу је живело 15 становника. Насеље се налази на надморској висини од 738 м.